# SeniorenNet
SeniorenNet is een website voor 50-plussers (senioren) in België en Nederland, opgericht door Pascal Vyncke. De website bevat informatie over allerlei onderwerpen, zoals hobby's, reizen, toerisme, geld, gezondheid, pensioen, interactieve diensten, communicatiemogelijkheden en nieuws.

## Geschiedenis
De website ging op 27 maart 2001 live. Onder meer voor deze site, maar ook voor zijn boeken voor ouderen, kreeg Vyncke de Wablieft-prijs 2005 voor klare taal. De website trok in 2005 17 miljoen bezoekers, een groei van 340 procent ten opzichte van het jaar ervoor. Sinds november 2019 is auteur-journalist Stefaan Van Laere hoofdredacteur. Wielerjournalist en auteur Robert Janssens schrijft sinds 2021 elke week een cursiefje voor de nieuwsbrief SenNet Magazine, die in 2024 ook gebundeld werden in het boek Eén per week.